# Callionymus superbus
Callionymus superbus är en fiskart som beskrevs av Fricke, 1983. Callionymus superbus ingår i släktet Callionymus och familjen sjökocksfiskar. Inga underarter finns listade.